# Municipio de Darwin (Minnesota)
El municipio de Darwin (en inglés: Darwin Township) es un municipio ubicado en el condado de Meeker en el estado estadounidense de Minnesota. En el año 2010 tenía una población de 681 habitantes y una densidad poblacional de 7,83 personas por km².

## Geografía
El municipio de Darwin se encuentra ubicado en las coordenadas 45°6′58″N 94°26′47″O / 45.11611, -94.44639. Según la Oficina del Censo de los Estados Unidos, el municipio tiene una superficie total de 86.97 km², de la cual 79,09 km² corresponden a tierra firme y (9,06 %) 7,88 km² es agua.

## Demografía
Según el censo de 2010, había 681 personas residiendo en el municipio de Darwin. La densidad de población era de 7,83 hab./km². De los 681 habitantes, el municipio de Darwin estaba compuesto por el 98,24 % blancos, el 0,15 % eran amerindios, el 0,73 % eran asiáticos, el 0,73 % eran de otras razas y el 0,15 % eran de una mezcla de razas. Del total de la población el 2,2 % eran hispanos o latinos de cualquier raza.